# Muritaia longispinata
Muritaia longispinata là một loài nhện trong họ Amaurobiidae.
Loài này thuộc chi Muritaia. Muritaia longispinata được miêu tả năm 1973 bởi Raymond Robert Forster & Wilton.